# VEB Schiffswerft Oderberg
Die Schiffswerft Oderberg wurde 1927 in Oderberg als Reparaturwerft gegründet und baute kleine Holzboote. Nach dem Krieg wurde daraus die Sowjetische Staatliche Oderschiffahrt-Aktiengesellschaft (SSOAG), also eine Sowjetische Aktiengesellschaft (SAG) mit dem Ziel, die Reparationsansprüche der UdSSR zu befriedigen. Ab 1948 begann der Bau von Schleppkähnen, anfangs aus Holz. Nach der Umstellung auf Stahlbau kamen Unteraufträge für die Rostocker Schiffswerften. Außerdem begann der Bau von stählernen Fischkutter.
1952 hatte der SAG-Betrieb rund 300 Beschäftigte und wurde an die DDR zurückgegeben. Bis 1956 wurden als Großserie rund 60 Fischkutter gebaut, die im Rahmen der Reparationen an die UdSSR abgeliefert wurden. Neben Spülschuten wurden anschließend Schleppkähne und Motorfrachtschiffe für die Deutsche Binnenreederei gebaut.

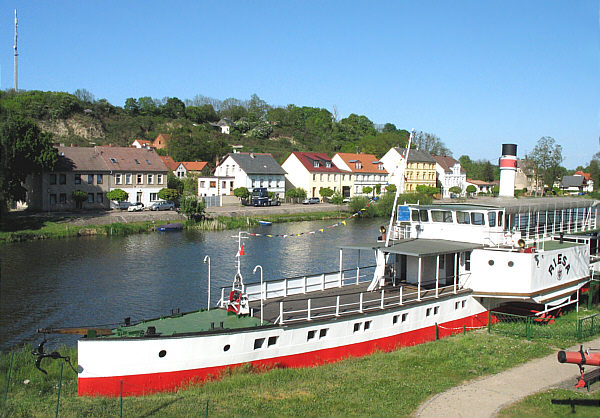
Oderberg: Raddampfer und Häuser am Oder-Havel-Kanal

Der große Bedarf an Lukendeckeln für die großen Seeschiffswerften war einer der Gründe für die Umwandlung in einen Zulieferbetrieb. Die Luken wurden immer größer und anspruchsvoller, Hintergrund war der Trend zum „offenen Schiff“ mit möglichst wenig Unterstau. Der neue Schiffstyp RoRo brauchte Heck- und Seitenrampen, die hier ab 1982 entwickelt und gefertigt wurden. Mit den Lizenzen und Plänen der Firma MacGregor wurden solche Rampen für Exportschiffe gebaut.
1990 wurde die Oderwerft vom Kombinat Schiffbau in die DMS AG überführt, 1991 als Treuhandbetrieb wieder ausgegliedert und Ende 1992 von Herrn Bredemeier aus Stuhr bei Bremen übernommen. Seit 1995 firmierte der Betrieb als Oderberger Stahlbau GmbH und produzierte Lukendeckel, Heck- und Seitenrampen, Wetterschutzdächer und sonstige  Stahlbaukonstruktionen für den Hoch- und Industriebau. 2004 wurde die Werft durch den bisherigen Geschäftsführer Roland Neick übernommen, 2013 dann in die Märkische Stahlbau GmbH umgewandelt. 2015 stellte die Firma den Betrieb ein.